# Faro de Cabo de San Vicente
El Faro de Cabo de San Vicente (en portugués: Farol do Cabo de São Vicente) es un faro situado en el Cabo de San Vicente, freguesia de Sagres, municipio de Vila do Bispo, región del Algarve, Portugal. Está construido dentro de la Fortaleza de San Vicente del siglo XVI.

## Historia
Durante el reinado de Manuel I de Portugal, a comienzos del siglo XVI, el Obispo de Algarve, Fernando Coutinho, mandó construir en el Cabo de San Vicente una fortaleza y una torre a modo de faro como defensa de esa zona de la costa. En 1587, el pirata británico Francis Drake destruyó la fortaleza y el primitivo faro. La estructura fue mandada reconstruir por el rey Felipe II de Portugal, (III de España) en 1606. Como todas las fortalezas de la zona, resultó arrasada durante el terremoto de 1755.

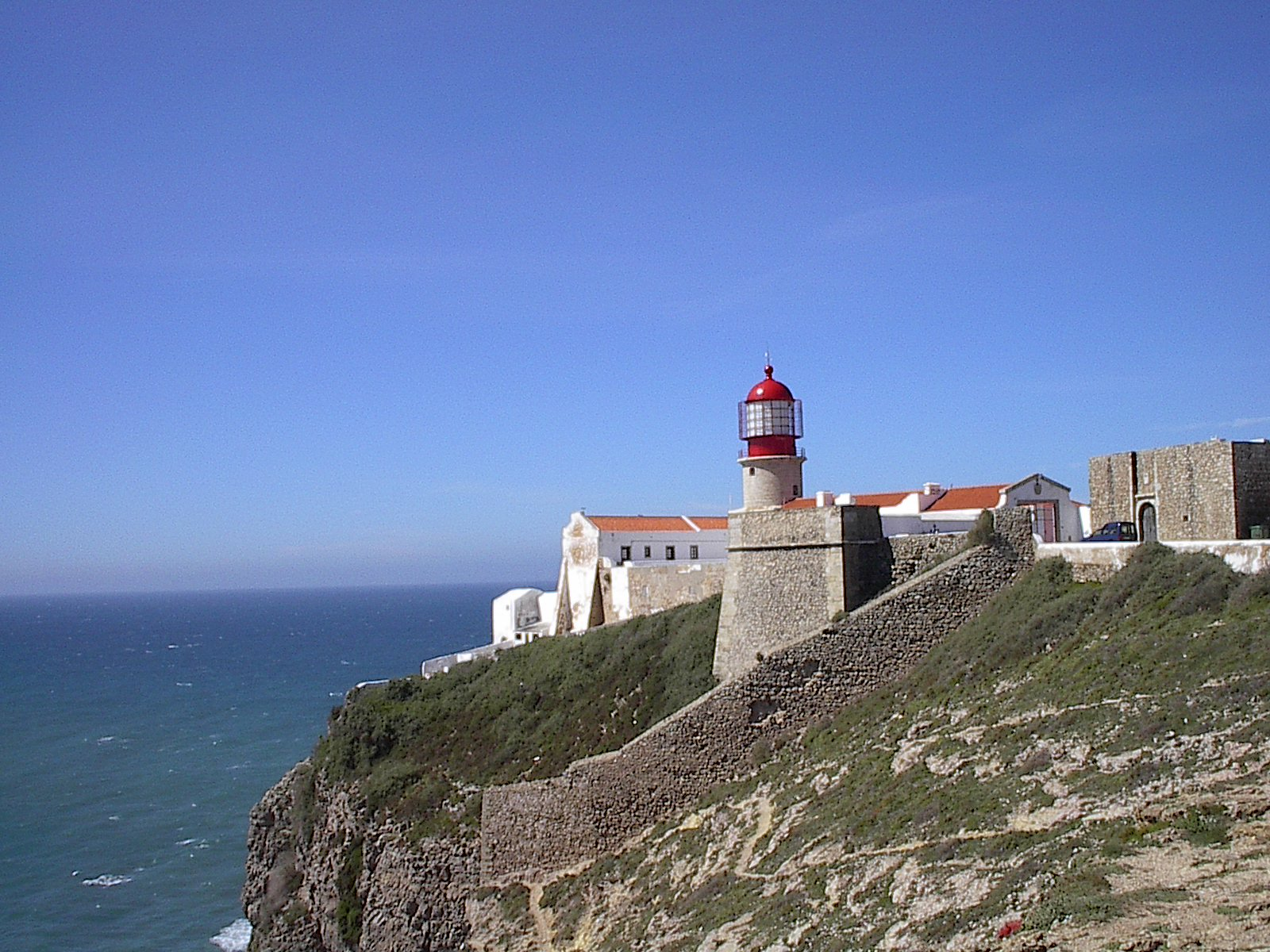
Perspectiva del Cabo de San Vicente con el faro en primer término.

El faro moderno fue mandado erigir por la reina María II de Portugal entrando en funcionamiento en 1846. Este primer faro estaba equipado con una óptica catadióptrica y 16 candeleros de aceite y reflectores parabólicos de cobre galvanizado en plata. Emitía destellos de luz blanca durante dos segundos en un periodo de dos minutos. Su alcance rondaba las 6 millas náuticas.
Posteriormente el faro fue desatendido hasta casi el abandono hasta que en 1897 dieron comienzo obras de restauración y mejora del faro, aumentando la altura del mismo en 5,7 metros, concluyéndose en 1908. El faro quedó entonces dotado de una óptica con lentes hiperradiantes de Fresnel, de 1.330 mm de distancia focal, de las más grandes del mundo y de las que apenas se instalaron una decena de ellas, suspendida sobre una balsa de mercurio y dotada de un mecanismo de relojería para conseguir su rotación. Estaba iluminado por un candelero de nivel constante de aceite con cinco mechas, cambiándose años más tarde a lámparas de incandescencia de vapor de petróleo. Su luz característica quedó en un destello de luz blanca cada 5 segundos y un alcance de 33 millas náuticas.
Durante el siglo XX se siguieron haciendo mejoras en el faro, en 1914 se instaló una señal sonora, en 1926 fue electrificado alimentándose mediante generadores, en 1947 fue convertido en faro aeromarítimo, en 1948 fue conectado a la red eléctrica para su alimentación, en 1949 fue montado un radiofaro que estuvo en uso hasta 2001 y automatizado en 1982 telecontrolando desde él al cercano faro de Sagres.

## Características
El faro emite un destello de luz blanca de 0,1 s de duración cada 5 segundos. Tiene un alcance nominal nocturno de 32 millas náuticas.